# بات لام
بات لام (بالإنجليزية: Pat Lam)‏ هو لاعب اتحاد الرغبي نيوزيلندي، ولد في 29 سبتمبر 1968 في أوكلاند في نيوزيلندا.

## وصلات خارجية
- بات لام على موقع دوري الرغبي الممتاز (الإنجليزية)
- بات لام عل موقع إسبنسكروم (الإنجليزية)
- بات لام على موقع ItsRugby.co.uk (الإنجليزية)